# 潮 (吹雪型駆逐艦)
潮（うしお / うしほ）は、日本海軍の駆逐艦。一等駆逐艦吹雪型（特型）の20番艦（特II型の10番艦）。吹雪型の後期型（朧型）。この名を持つ日本海軍の艦船としては神風型駆逐艦 (初代)「潮」に続いて2隻目。

## 艦歴
浦賀船渠で建造。1929年（昭和4年）12月24日に起工。一等駆逐艦に類別された。1930年（昭和5年）11月17日に進水。1931年（昭和6年）11月14日に竣工。第七駆逐隊に編入。
1932年（昭和7年）、第一次上海事変において長江水域の作戦に参加。
日中戦争に際して、1937年（昭和12年）以降、上海、杭州湾上陸作戦、仏印の作戦に参加。
1940年（昭和15年）4月15日、「漣」の復帰により第七駆逐隊は4隻（潮、曙、朧、漣）となり、引続き第六駆逐隊（暁、雷、電、響）と共に第二艦隊・第四水雷戦隊（旗艦「那珂」）に所属する。11月15日、第六駆逐隊と第七駆逐隊は第一水雷戦隊（司令官大森仙太郎少将：旗艦「阿武隈」）に編入される。
1941年（昭和16年）7月18日、第七駆逐隊は第一航空艦隊（司令長官南雲忠一中将）・第一航空戦隊（空母赤城、加賀）に編入される。8月、それまで7駆司令だった渋谷紫郎大佐は第十六駆逐隊（雪風、時津風、天津風、初風）司令へ転出、第七駆逐隊に小西要人大佐（後日、軽巡洋艦「阿武隈」艦長。雲龍型航空母艦1番艦「雲龍」艦長として戦死）が着任した。
9月1日、「漣」「朧」は第七駆逐隊から除籍され、第五航空戦隊（翔鶴型航空母艦《翔鶴》、特設航空母艦《春日丸》）に編入される。第七駆逐隊は一時的に2隻（潮、曙）となるが、「漣」は9月25日に第七駆逐隊に復帰。第七駆逐隊は吹雪型3隻（潮、曙、漣）で太平洋戦争に突入した。

### 太平洋戦争緒戦
太平洋戦争（大東亜戦争）開戦と共に、本艦は第七駆逐隊司令駆逐艦（駆逐隊司令小西要人大佐）として姉妹艦「漣」と共に、ミッドウェー島に対するミッドウェー島砲撃に参加する。これは真珠湾攻撃を行った南雲機動部隊の退避を行うための囮作戦であった。11月28日、2隻は館山湾を出航。1941年（昭和16年）12月8日、南雲機動部隊が真珠湾を攻撃してから十数時間後の12月8日午後6時40分、艦砲射撃を開始する。「潮」は12.7センチ砲弾108発を発射した。20分ほど砲撃を行って退避したが、この時空母「レキシントン」は同島まであと1日の距離であった。砲撃後、給油艦「尻矢」と合流して補給を受け、12月21日に日本に帰投する。12月22日、呉に到着した。
日本海軍は第七駆逐隊に対し、南方進攻作戦に参加するよう命じた。1942年（昭和17年）2月27日、スラバヤ港沖北東60浬で陸軍今村兵団と海軍陸戦隊が搭乗する輸送船50隻を護衛中、連合軍艦隊と遭遇する。これがスラバヤ沖海戦の始まりだった。第五戦隊司令官高木武雄少将の下令により、第七駆逐隊は第二水雷戦隊（司令官田中頼三少将：旗艦「神通」）に臨時編入され、軽巡1隻（神通）・駆逐艦8隻（雪風、時津風、初風、天津風、山風、江風、潮、漣）という戦力で2月28日の戦闘に参加（他に第五戦隊、第四水雷戦隊が参加）。第二水雷戦隊に、特に戦果はなかった。3月2日午前5時49分、パウエマン島西73海里で浮上航行中のアメリカ潜水艦「パーチ」を発見、「潮」は潜航した「パーチ」に対して爆雷攻撃を実施した。3月3日午前6時52分、前日の爆雷攻撃で損傷し浮上航行中のパーチを再び発見し、攻撃。「パーチ」は沈没し、「潮」はパーチ乗員を救助し捕虜とした。捕虜は同日中にオランダ病院船「オプテンノール」（後日、天応丸/第二氷川丸と改名）に移された。
日本軍の東南アジア占領後、第七駆逐隊（潮、曙）は内地に帰投。4月18日、第二艦隊司令長官近藤信竹中将（旗艦「愛宕」）の指揮下でドーリットル空襲に対応し、空母「祥鳳」の護衛を命じられるが合流できなかった。その後、トラック泊地へ進出。第五戦隊（司令官高木武雄少将）の重巡2隻（妙高、羽黒）を護衛し、さらに航空部隊（指揮官原忠一第五航空戦隊司令官：空母《瑞鶴、翔鶴》、第二十七駆逐隊《時雨、白露、有明、夕暮》）と共にMO機動部隊を編制し、珊瑚海海戦に参加した。姉妹艦「漣」は空母「祥鳳」直衛艦として行動し、さらに第六戦隊（司令官五藤存知少将）の重巡4隻（青葉、加古、衣笠、古鷹）と共にMO攻略部隊主隊を編制しており、「潮」「曙」とは別行動である。
5月8日、MO機動部隊は空母2隻（瑞鶴、翔鶴）、重巡4隻（妙高、羽黒、衣笠、古鷹）、駆逐艦5隻（時雨、白露、夕暮、潮、曙）という戦力で米軍機動部隊（サラトガ、ヨークタウン）と交戦。空母「翔鶴」は米軍艦載機SBDドーントレス急降下爆撃機の攻撃により被弾、中破する。「潮」はカタログスペックを超える40ノットを発揮して戦場を離脱する「翔鶴」を追ったが、「翔鶴」は40ノットの「潮」を引き離したという。しかしこの話は当時の第七駆逐隊司令部付通信士の事実誤認の可能性が高く、珊瑚海海戦での「翔鶴」の乗員の証言や記録等と照合すると、『荒れた海面状況で殆ど速度の出ない「潮」を、「翔鶴」が最高速（34ノット）で追い越した。』…というのが有力な説である。「翔鶴」の火災鎮火および燃料補給のため「潮」は約4時間程で「翔鶴」護衛を打ち切った。
翌日、7駆第1小隊（潮、曙）は第五戦隊（妙高、羽黒）直衛として行動。11日附で南洋部隊（第四艦隊）より除かれ、内地へ帰投した。日本軍駆逐艦の対空戦闘能力の低さを痛感した第七駆逐隊側は、高射砲を装備した駆逐艦（秋月型駆逐艦）の出現を強く求めている。
5月20日附で第七駆逐隊（潮、曙、漣）は、第四航空戦隊（龍驤、隼鷹）、第一水雷戦隊（旗艦「阿武隈」、第六駆逐隊《響、暁、雷、電》、第二十一駆逐隊《若葉、初霜、子日、初春》）、第四戦隊第二小隊(摩耶、高雄）と共に北方部隊（指揮官細萱戊子郎第五艦隊司令長官：旗艦「那智」）に編入される。第七駆逐隊3隻は第二機動部隊に所属し、四航戦（龍驤、隼鷹）、重巡洋艦2隻（摩耶、高雄）、補給船「帝洋丸」と行動を共にした。6月のミッドウェー作戦では、アラスカ・ダッチハーバーの米海軍基地を攻撃する北方部隊の一員として参戦。米軍機動部隊との戦闘は生起しなかった。
7月14日、第七駆逐隊は連合艦隊直属部隊となる。7月29日、「潮」と「漣」は航空機輸送の特設航空母艦「八幡丸」を護衛して横須賀発。サイパンを経由して8月9日にウルシーへ到着し、8月13日に呉に入港。

### ガダルカナル島の戦い以後
8月17日、大和型戦艦1番艦「大和」（連合艦隊司令長官山本五十六中将、同艦隊参謀長宇垣纏少将、黒島亀人先任参謀等座乗）、特設空母「春日丸(大鷹)」、第七駆逐隊（漣、潮、曙）は桂島泊地を出撃し、トラック泊地に到着へ向かった。8月23日、駆逐艦「浦波」、油槽船「極東丸」と合同し、燃料補給を受ける。第七駆逐隊（潮、漣、曙）はたびたび「大和」から洋上燃料補給を受けており、宇垣参謀長は陣中日誌戦藻録に『四日毎に腹を減らす赤坊にも困りものなり。』と述べている。第二次ソロモン海戦時、「春日丸」「潮」「漣」「曙」は山本長官（「大和」）を護衛し、ソロモン諸島北東方面を航海していた。
8月27日、航空機輸送のため「春日丸」「曙」は艦隊から分離、ラバウルへ向かった。これにより対潜・対空警戒が困難となり、「大和」「潮」「漣」はトラック泊地へ帰投する。8月28日、トラック泊地を目前にして「大和」は米潜水艦「フライングフィッシュ」に雷撃される。「潮」「漣」と「大和」搭載の零式水上偵察機は爆雷攻撃を実施、敵潜より再度の襲撃を受けることはなかった。
9月上旬、第七駆逐隊はラバウルおよびショートランド泊地へ進出、12日附で外南洋部隊（指揮官三川軍一第八艦隊司令長官：旗艦「鳥海」）に編入。ガダルカナル島への駆逐艦輸送作戦（鼠輸送/東京急行）に従事する。9月12日、「潮」「漣」はガ島輸送を実施した。並行して奇襲隊指揮官（第三水雷戦隊司令官橋本信太郎少将）による「川内、敷波、吹雪、涼風」によるルンガ泊地掃討が実施されるが敵艦は存在せず、対地砲撃を実施したにとどまる。
9月14日夜、「漣、潮、吹雪、涼風」はガ島ルンガ泊地に突入したが、目標としていた米艦艇の姿はなく、揚陸を実施して引き揚げた。
9月16日、第七駆逐隊司令小西要人大佐指揮下の駆逐艦3隻（潮、吹雪、涼風）は大発動艇を曳航してショートランド泊地を出撃、空襲を受けたが揚陸に成功した。
9月19日夜、増援部隊指揮官（三水戦司令官）は駆逐艦4隻（漣、潮、敷波、夕立）に対し、水上機母艦「日進」から弾薬糧食の一部を移載し、ガ島へ揚陸するよう命じた。20日夕刻、米軍機の空襲で「敷波」が至近弾により若干の損傷を受けたが、揚陸は成功。21日、各艦はショートランド泊地へ戻った。
9月中旬、山本連合艦隊司令長官は鼠輸送（東京急行）に従事していた駆逐艦および部隊の交替を下令。9月23日以降、第四駆逐隊（嵐）、「陽炎」、第七駆逐隊、第十七駆逐隊（谷風、浦風、浜風、磯風）、第二十四駆逐隊（海風、江風、涼風）は外南洋部隊（第八艦隊）から除かれ、それぞれの原隊に復帰した。9月28日、トラック泊地に到着寸前の空母「大鷹」と第七駆逐隊（潮、曙）は米潜水艦「トラウト」に襲撃される。艦尾に被雷した「大鷹」は附近を航行中の「漣」に水路嚮導を依頼し、トラック泊地にたどりついた。以後、第七駆逐隊は1943年（昭和18年）末まで各方面の輸送任務や、特設航空母艦（大鷹、雲鷹、冲鷹）等の護衛任務に従事した。なお1943年9月から10月にかけて横須賀で修理を受けた際、二番砲塔の撤去や機銃の増備を行い、新たに仮称二号電波探信儀二型（22号電探）と電波探知機（電探）を装備している。この二番砲塔の撤去と機銃の増備改修は他の吹雪型の一部にも行われていた。また姉妹艦「朧」は1942年（昭和17年）10月17日に北方方面で爆撃を受け沈没した。

### 太平洋戦争終盤の戦い
1943年（昭和18年）12月中旬から下旬にかけて、駆逐艦3隻（第二十四駆逐隊《海風、涼風》、潮）は輸送船4隻（日蘭丸、良洋丸、日美丸、但馬丸）の釜山からトラック泊地進出を護衛する。
12月26日夕刻にトラック泊地南水道着、翌朝到着。28日附で3隻（海風、涼風、潮）は内南洋部隊に編入され、海上機動第1旅団のマーシャル諸島進出を護衛することになった。
12月30日、2隻（海風、潮）は第一分団（但馬丸、日美丸）を護衛してトラック泊地を出発、クェゼリン環礁へ向かう。1944年1月中旬までブラウン環礁、ロイ＝ナムル島、クェゼリン環礁各地を航海した。なおマーシャル諸島に配備された各部隊は、1月下旬〜2月上旬のクェゼリンの戦いおよびエニウェトクの戦いによって全滅した。
1944年（昭和19年）1月上旬、第七駆逐隊（漣、曙、潮）は第五艦隊・第一水雷戦隊（司令官木村昌福少将）に転籍。
1月12日、7駆の中で1隻だけ内南洋部隊に編入され輸送任務に従事中の「潮」は、マロエラップ環礁のタロア島で米軍B-25中爆5機の空襲を受ける。小型爆弾2発が命中、戦死4名重軽傷19名、至近弾による破孔により最大発揮速力20ノットとなり、クェゼリン環礁へ避退した。
1月14日、姉妹艦「漣」は米潜水艦「アルバコア」の雷撃で撃沈され、第七駆逐隊は初雪型駆逐艦2隻（潮、曙）となった。
1月18日、丁船団第一分団および護衛2隻（海風、潮）はトラック島に帰着。またポナペ島方面の輸送を担当していた「涼風」もトラック泊地に帰着した。
同日附で第七駆逐隊（潮、曙）は北方部隊復帰を下令される。1月20日早朝、給糧艦伊良湖が駆逐艦皐月と共に内地へ向けトラック泊地を出発するが、アメリカの潜水艦（シードラゴン）の雷撃で伊良湖が損傷浸水した。このため潮はトラック泊地北方の遭難現場へ急行、駆逐艦涼風・重巡洋艦鳥海と共に伊良湖を救援して21日トラック泊地へ戻った。
第七駆逐隊が2隻となってからの駆逐隊最初の任務は、大破した空母「雲鷹」の護衛任務だった。1月26日、サイパンに到着して「雲鷹」および駆逐艦2隻（皐月、初霜）と合流。途中合流した重巡洋艦「高雄」と協力し、燃料不足に悩まされつつ、「雲鷹」を横須賀まで送り届けた。
2月13日より「潮」「曙」は休養・修理・整備をおこなう。3月中は入渠修理と出撃準備に費やした。
4月6日、第七駆逐隊（潮、曙）は横須賀を出発して大湊へ回航。11日に到着。以後、北東方面艦隊の指揮下で北方海域を行動した。5月下旬、「潮」「曙」は大湊工作部で魚雷発射管の改造工事を実施、九三式魚雷(酸素魚雷)を発射可能となった。6月中旬、マリアナ方面の戦いがはじまったことに伴い、扶桑型戦艦「山城」と第五艦隊を、強行輸送をかねてサイパン島に突入させる計画が浮上する（「イ号」作戦）。第五艦隊（那智、第一水雷戦隊等）も「山城」と共にサイパン島の戦いに参加するため横須賀に回航。準備をおこなったがマリアナ沖海戦の惨敗などによりサイパン奪還作戦は放棄され、作戦は中止された。6月30日、「薄雲」「潮」「曙」「帝洋丸」は大湊に戻る。
7月5日、第七駆逐隊（曙、潮）と第十八駆逐隊「薄雲」は輸送船4隻を護衛して小樽港を出発。千島列島方面へ航行中の7月7日、「薄雲」が米潜水艦「スケート」に撃沈される。7月9日、護衛中の「太平丸」を米潜水艦「サンフィッシュ」に撃沈される。
7月末、絶対国防圏の崩壊にともない南方方面の戦力を拡充するため、第五艦隊は北方任務を解かれて横須賀へ移動した。
8月上旬、第二邀撃部隊に編入。第七駆逐隊（曙、潮）は呉に回航されたのち、三式一号電波探信儀三型（13号電探）を装備した。8月24-25日、第一水雷戦隊（阿武隈、霞、不知火、曙、潮）は瀬戸内海大津島で訓練を実施。「潮」が発射した魚雷が「曙」右舷中部に命中する騒動になった。「曙」の損傷は軽度で、9月5日には「潮」と共に八島泊地へ移動した。9月中、第一水雷戦隊各艦は各種訓練を実施しつつ、航空部隊の訓練にも協力する。10月中旬、台湾沖航空戦により大戦果を挙げたと誤認した日本海軍は、志摩艦隊に『敵残存艦隊掃蕩』を下令する。空母17隻を擁する米軍機動部隊（第38任務部隊）はほぼ無傷であり（空母1小破、重巡1・軽巡1大破）、志摩艦隊は途中で追撃を中止したため、難を逃れた。
10月下旬のレイテ沖海戦では、第五艦隊司令長官志摩清英中将が指揮する第二遊撃部隊（重巡2隻《那智、足柄》、軽巡《阿武隈》、第十八駆逐隊《不知火、霞》、第七駆逐隊《潮、曙》、第二十一駆逐隊《若葉、初春、初霜》）としてレイテ湾に突入する計画であった。だが輸送任務のため、第二十一駆逐隊は志摩艦隊本隊とは別行動をとり、10月24日の空襲で「若葉」を喪失した。
10月25日午前3時、志摩艦隊の一艦としてスリガオ海峡へ突入中の「潮」は、「那智」《志摩長官座乗》「足柄」「阿武隈」《木村司令官座乗》「不知火」「霞」の単縦陣の左前方嚮導艦（右前方嚮導艦は「曙」）として行動していた。悪天候のためスリガオ海峡の地形を確認できなかった「潮」は、不安を感じて反転し、単縦陣最後尾の「霞」後方につこうとした。この時、軽巡洋艦「阿武隈」より誤射される。このあと、志摩艦隊は西村艦隊の壊滅と、旗艦「那智」の損傷（「最上」との衝突による）を受けて反転。「潮」は米軍魚雷艇の雷撃で大破した「阿武隈」救援のため、本隊から分離した。米軍の記録によれば、米軍魚雷艇137号は「潮」に魚雷を発射したものの、これが「阿武隈」に命中したという。この後、第一水雷戦隊司令部（司令官木村昌福少将）は「阿武隈」から駆逐艦「霞」に移乗している。また「曙」は西村艦隊残存艦の重巡「最上」の救援におもむき、同艦を雷撃処分したのち本隊を追って避退した。
一方、志摩艦隊本隊から取り残された「潮」「阿武隈」は、たびたび米軍機の空襲を受ける。「潮」は対空戦闘による戦死者を出しつつ「阿武隈」を護衛。「潮」「阿武隈」は25日22時30分にミンダナオ島北西部ダピタン港に入泊して夜をあかし、10月26日午前6時に出港、コロンへ向かう。
午前10時以降、米軍爆撃機（B-24およびB-25）の空襲を受け、被弾した「阿武隈」の魚雷が誘爆。12時42分、ネグロス島南西で「阿武隈」は沈没する。「潮」は「阿武隈」生存者を救助したのち、カラミアン諸島のコロン島（コロン湾）に向け撤退した。「霞」座乗の木村司令官は、コロン湾に到着した「潮」および阿武隈生存者に対し、『阿武隈乗員の奮闘を多とす　七生報国せよ』の発光信号をおくったという。本海戦で「潮」乗組員5名が戦死、8名が重軽、艦の被害は限定的だった。
10月27日、第十六戦隊（鬼怒、浦波）救援にむかった「不知火」が撃沈される。レイテ沖海戦で志摩艦隊は「阿武隈」「若葉」「不知火」を喪失した。
日本海軍はレイテ湾海戦で大損害を受けたが、日本軍は戦局有利とみて陸軍兵力をルソン島からレイテ島へ移動することにした（多号作戦）。第五艦隊（志摩艦隊）や第二艦隊（栗田艦隊）の残存駆逐艦もこの任務に投入される。10月31日から11月1日にかけての第二次作戦（第二次輸送部隊　指揮官木村一水戦司令官：警戒隊《霞、沖波、曙、潮、初春、初霜》、海防艦4隻、輸送船4隻）に参加、輸送船「能登丸」が沈没したが、輸送作戦は成功した。
本作戦中の11月5日、マニラ湾大空襲により第五艦隊旗艦の重巡「那智」が沈没。「那智」救援中の「曙」も大破炎上し、「霞、初春、初霜、潮」は救援活動に従事。「潮」「霞」は「曙」の消火活動を実施したのち、「潮」は「曙」を浅瀬へ曳航し擱座させた。
11月8日から9日にかけて、第四次作戦（指揮官木村一水戦司令官：警戒隊《霞、秋霜、潮、朝霜、長波、若月》、海防艦4隻、輸送船3隻）に参加。空襲で輸送船2隻（高津丸、香椎丸）・海防艦1隻を撃沈され、また揚陸地点での混乱により重火器や弾薬を一部揚陸したにとどまった。帰路についた第四次輸送部隊は、オルモック湾へむかう第三次輸送部隊（指揮官早川幹夫第二水雷戦隊司令官：旗艦「島風」）と合同。第四次輸送隊の「若月」「長波」「朝霜」と、第三次輸送隊の「初春」「竹」を入れ替えた。「霞」「秋霜」「潮」「初春」「竹」は無事にマニラ湾へ帰投。11月11日、第三次輸送部隊は米軍機のべ347機に襲撃され、早川司令官は戦死、駆逐艦4隻（島風、長波、若月、浜波）・掃海艇1隻・輸送船4隻も全滅。生還したのは「朝霜」だけだった。
11月13日、マニラ湾は再び空襲をうけ「潮」は中破、ほかに軽巡「木曾」、駆逐艦4隻（曙、沖波、秋霜、初春）は沈没もしくは大破着底状態となる。同日深夜、残存艦艇（霞、初霜、朝霜、潮《左舷一軸運転》、竹）はマニラを出港した。
11月15日、解隊された第18駆逐隊より満潮型駆逐艦「霞」が第七駆逐隊に編入され、同隊は2隻編制（潮、霞）となった。
12月上旬、シンガポールで応急修理を完了。「潮」は重巡「妙高」（レイテ沖海戦で被雷、大破）を護衛し、内地に向け出発するが、12月13日夜にマレー半島北東タイランド湾にて米潜水艦「バーゴールと遭遇する。魚雷1本が命中した「妙高」は大破したが、主砲の反撃により「バーゴール」も大破。「潮」は損傷した「バーゴール」を追跡せず、「バーゴール」は僚艦「アングラー」に護衛されて生還した。先の空襲による損傷で一軸推進状態であり「妙高」の曳航はできない「潮」は船団護衛を命じられた。
12月16日、「潮」はベトナムのサンジャックに到着。17日、「潮」はサンジャックを出港し、カムラン湾にて停泊中だったヒ82船団に合流した。
19日、ヒ82船団はカムラン湾を出港し、ベトナム沿岸を北上した。12月21日の朝、船団は米潜フラッシャーに発見される。フラッシャーは船団を追跡。その後フラッシャーは徐々に護衛の薄い方向に回りこんで攻撃態勢に入る。同日、「第19号海防艦」がシンガポールに向かう特設運送船(給油船)日栄丸（日東汽船、10,020トン）の護衛のため船団から分離し、反転してカムラン湾に向かう。翌22日午前5時頃、船団を護衛する海防艦「択捉」、「昭南」、「久米」、「第9号海防艦」と「潮」の5隻が船団の近くから離れてしまい、船団は一時的に護衛なしの状態となる。フラッシャーはこの好機を逃さず、北緯15度02分 東経109度08分 / 北緯15.033度 東経109.133度の地点で攻撃を開始した。5時50分、フラッシャーは艦尾発射管から魚雷を4本発射。タンカー「音羽山丸」（三井船舶、9,204トン）の船尾と中央部に魚雷が1本ずつ命中する。「音羽山丸」は航空機用ガソリン17,000トンを積んでおり、数百メートルの火柱を上げて炎上しながら、左舷に倒れて船尾から沈没していった。直後の5時51分には2TL型戦時標準タンカー「ありた丸」（石原汽船、10,238トン）の左舷油槽に魚雷が1本命中。ありた丸も搭載していた航空機用ガソリン16,000トンが誘爆。火達磨となって6時22分に沈没していった。ありた丸では船体が激しく炎上したこと、燃えるガソリンが海上に漏れたことから脱出は困難を極め、乗船していた船長以下船員57名、船砲隊員56名全員が戦死した。6時30分ごろには、フラッシャーは特設運送船(給油船)「御室山丸」（三井船舶、9,204トン）に対して魚雷を4本発射し、「御室山丸」の船尾機関室前部に魚雷1本が命中。重油16,000トンを積んでいた「御室山丸」は黒煙を上げながら沈没した。日本側は機雷敷設区域に入り込んだと考えたため、フラッシャーへの反撃を行わなかった。24日0900、船団は高雄に到着。ここで1TL型戦時標準タンカー「橋立丸」（日本水産、10,021トン）が、積んでいた航空機用ガソリン17,000トンを台湾の守備隊用に回すことになったため船団から分離。翌25日、航空機用ガソリン8,800トン、錫2,000トン、生ゴム1,000トンを積んだ逓信省標準TM型タンカー「ぱれんばん丸」（三菱汽船、5,237トン）のみとなった船団を護衛して高雄を出港。26日、船団は基隆に寄港。同地で「第9号海防艦」が船団から分離し、海防艦「笠戸」が船団に加入する。同日に基隆を出港した船団は中国沿岸を北上し、舟山に寄港。1945年1月1日午前9時、船団は舟山を出港し、3日に泗礁山泊地に到着。4日午前8時半、船団は泗礁山泊地を出港し、9日午後6時4分に六連に到着した。「潮」はその後横須賀港に帰投し、主機損傷のためそのまま係留される。この間、第一水雷戦隊の解隊にともない、第七駆逐隊は第二水雷戦隊に編入されていた。
1945年（昭和20年）1月25日、姉妹艦「響」の編入により、第七駆逐隊は3隻編制（霞、潮、響）となる。
3月10日附で「霞」は第二十一駆逐隊に編入され、第七駆逐隊は2隻（潮、響）に減少した。菊水作戦直前の第二水雷戦隊は、司令官古村啓蔵少将：旗艦「矢矧」、第七駆逐隊（潮、響）、第17駆逐隊（磯風、浜風、雪風）、第二十一駆逐隊（朝霜、初霜、霞）、第四十一駆逐隊（冬月、涼月）という編制だった。4月7日の坊ノ岬沖海戦で、かつて「潮」が護衛した戦艦「大和」が沈没、第二水雷戦隊も「矢矧」「磯風」「浜風」「朝霜」「霞」を喪失し「涼月」が大破して、壊滅状態になる。4月20日、第二水雷戦隊は解隊され、第七駆逐隊、第十七駆逐隊、第四十一駆逐隊は第三十一戦隊に編入される。
5月5日、第七駆逐隊は解隊され、「響」は警備駆逐艦に指定されたのち、舞鶴へ回航された。6月10日附で「潮」は第四予備駆逐艦に指定される。行動不能の状態で8月15日（終戦の日）を迎えた。9月に除籍となり、1948年（昭和23年）に解体された。

## 歴代艦長
※『艦長たちの軍艦史』287-288頁による。

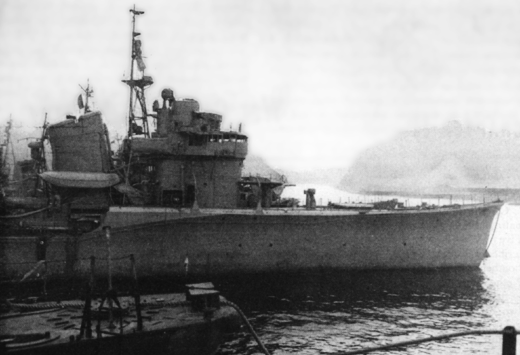
艦首側面

### 艤装員長
- 武田喜代吾 中佐：1931年4月1日 - 1931年10月31日
- 田中頼三 中佐：1931年10月31日 -

### 駆逐艦長
- 田中頼三 中佐：1931年11月14日 - 1932年12月1日[159]
- 稲垣義龝 中佐：1932年12月1日[159] - 1933年11月15日[160]
- 木村進 中佐：1933年11月15日 - 1934年11月15日
- 成田茂一 少佐：1934年11月15日 - 1935年3月15日[161]
- 森可久 少佐：1935年3月15日 - 1937年12月1日[162]
- 大江覧治 中佐：1937年12月1日 - 1938年12月15日
- 柳川正男 中佐：1938年12月15日 - 1940年10月15日[163]
- 矢野寛二 少佐：1940年10月15日 - 1941年10月1日[164]
- 上杉義男 少佐：1941年10月1日[164] -
- 神田武夫 中佐：1943年1月20日 -
- 荒木政臣 少佐：1943年7月3日 -
- 佐藤文雄 少佐：1945年3月30日 - ※1945年6月10日より予備艦[158]